# Carlota Garriga i Kuijpers
Carlota Garriga i Kuijpers   (Anvers, 21 de febrer de 1937) és una pianista, compositora i pedagoga catalana. Filla de pare català i mare belga, d'origen holandès, amb 4 anys es va traslladar a Barcelona on es va formar, sent considerada hereva de la tradició pianista de Granados-Marshall, que també ha sabut transmetre des del seu vessant de pedagoga. Estudià amb Frank Marshall i, més tard, amb Alícia de Larrocha i Xavier Montsalvatge a l'Acadèmia Marshall. Va fer una gira de concerts per Europa i el Japó amb el director Igor Markevitch, amb qui va col·laborar fins a l'any 1983. Es dedicà especialment a la interpretació del repertori espanyol. Va desenvolupar una tasca pedagògica impartint classes a l'Acadèmia Marshall, on també va ocupar el càrrec de sotsdirectora des de la dècada dels vuitanta. Va compondre obres per a piano com “Sonatina, 5 Evocaciones Populares” o “Fantasia” per a dos pianos. És autora del ballet Kermess, de Divertimento per a grup de cambra i de Concertino per a piano i orquestra de cambra. Ha estat membre del jurat en diversos concursos internacionals de piano i és la fundadora del Festival de Música de Pals (Baix Empordà).
És tieta per part de pare del polític de Vox Ignacio Garriga, de Vox.